# Tapa (tissu)
Pour l’article homonyme, voir Tapa.
Le tapa est une étoffe végétale obtenue par la technique de l'écorce battue, fabriquée dans les îles du Pacifique et par le peuple bété de la Côte d’Ivoire.  Les Bétés portent un pagne traditionnel appelé tapa ou Glôkô en Bété de Daloa. On l’obtient après l’abattage de l’arbre puis l’extraction de l’écorce du bois, après des frappes multiples sur l’écorce d’arbre jusqu’à dilatation de l’écorce pour donner le tissu et séchage au soleil pour donner ce résultat.  
Le tapa n'est pas un tissu, car sa confection n'implique aucune pratique liée au tissage. 

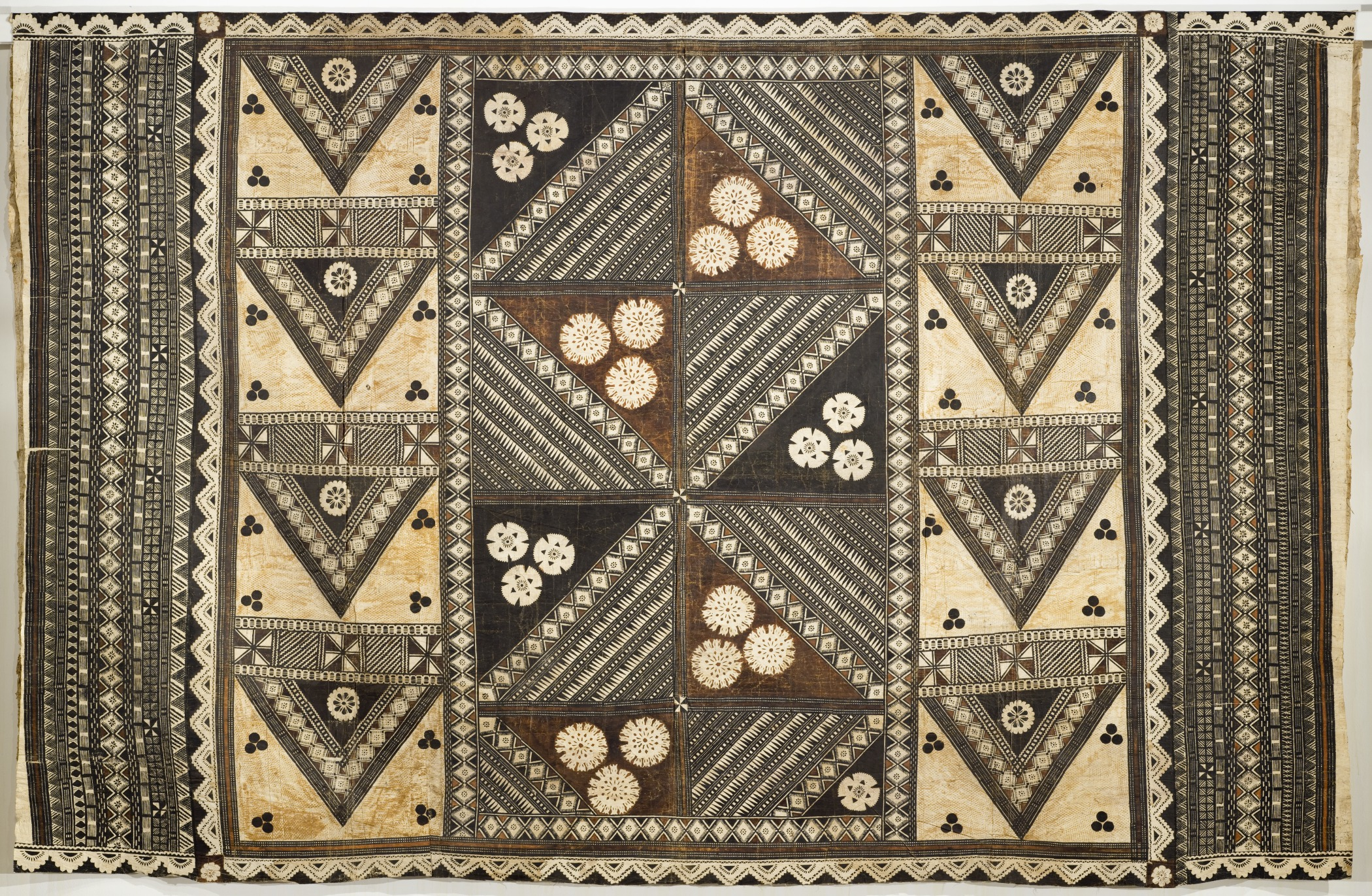
Tapa des îles Fidji

En Mélanésie, le tapa est fabriqué par les hommes, tandis qu'en Polynésie, c'est l'affaire des femmes. Traditionnellement, les étoffes étaient surtout utilisées à l'état naturel, certaines étaient teintes en jaune ou en rouge à l'aide de teintures à base de plantes.

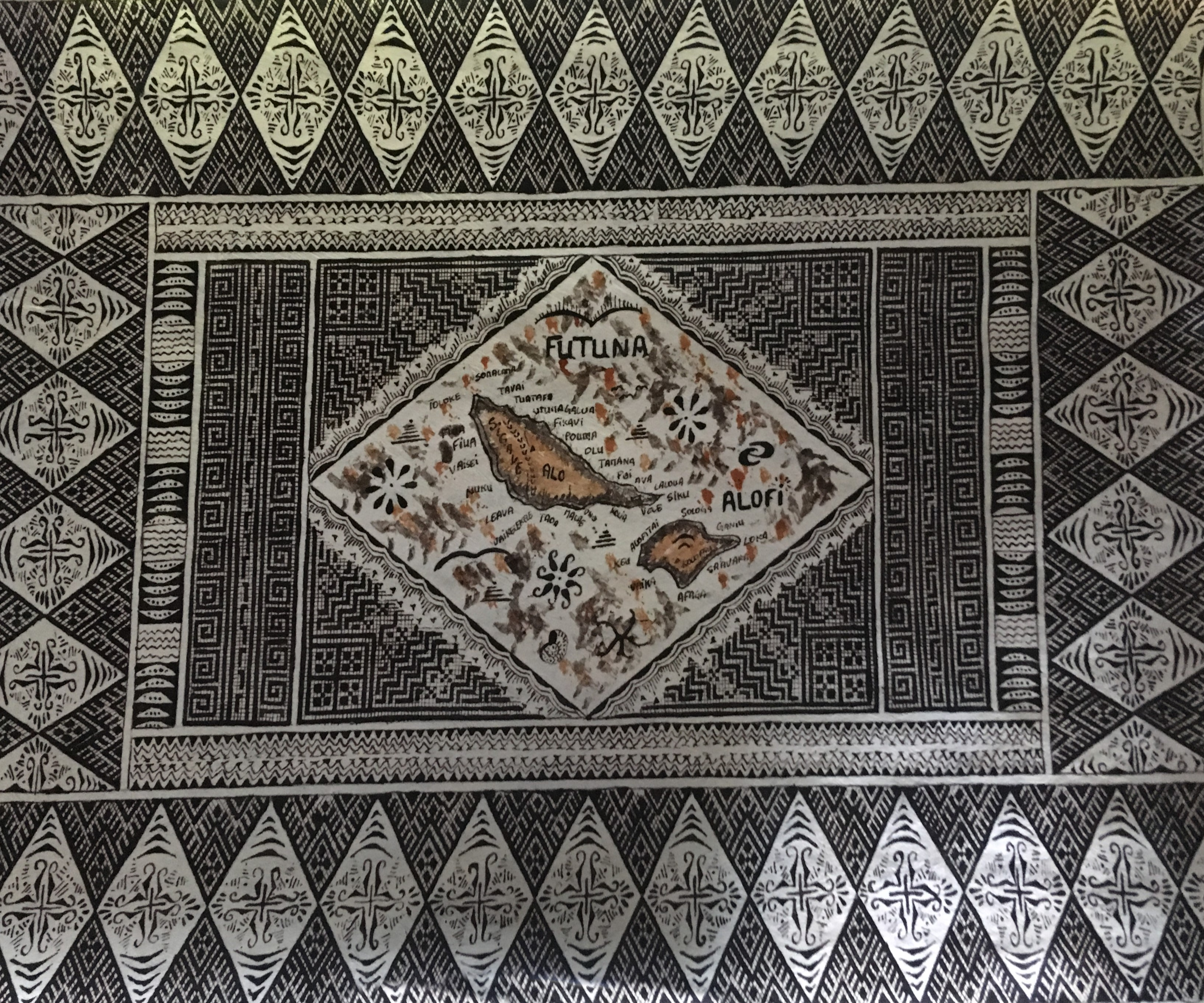
Un tapa de Futuna décoré avec une carte de Futuna et Alofi.

Les kanak de Nouvelle-Calédonie connaissent deux types de tapa (awa), le blanc provenant de Broussonetia papyrifera, le tapa brun provenant du banian (ficus), tous deux utilisés dans les coutumes.
Aujourd'hui, les tapas sont utilisés en Polynésie comme support pour l'artisanat d'art, avec des motifs géométriques et des représentations de tikis. 

## Préparation
Différentes espèces d'arbres ou d'arbustes sont utilisées : mûrier à papier (Broussonetia papyrifera) pour la couleur blanche, arbre à pain ( 'uru en tahitien) ou Ficus prolixa pour la couleur rouge-brun.
L'écorce (tutu) prélevée en bandes est mise à tremper pendant deux ou trois jours pour l'assouplir, puis grattée de façon à ne conserver que le liber. Elle est ensuite battue sur un tronc d'arbre dur servant d'enclume à l'aide d'un battoir de section carrée aux faces gravées de rainures dont la finesse augmente selon la face. Durant l'opération, l'écorce est repliée plusieurs fois sur elle-même afin d'obtenir l'épaisseur souhaitée. 

Étapes de la préparation d'un tapa, avant peinture
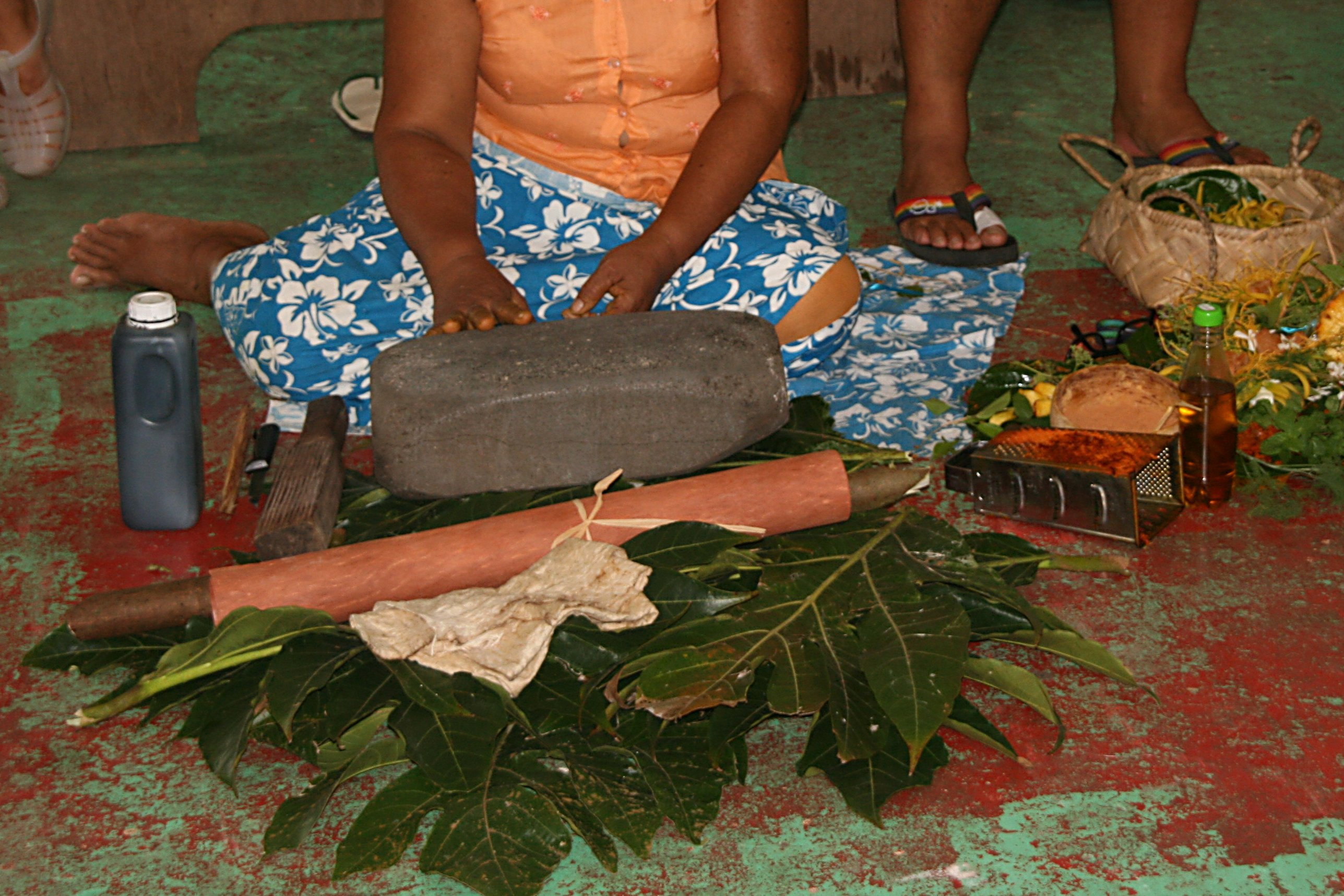
Ingrédients et outils nécessaires
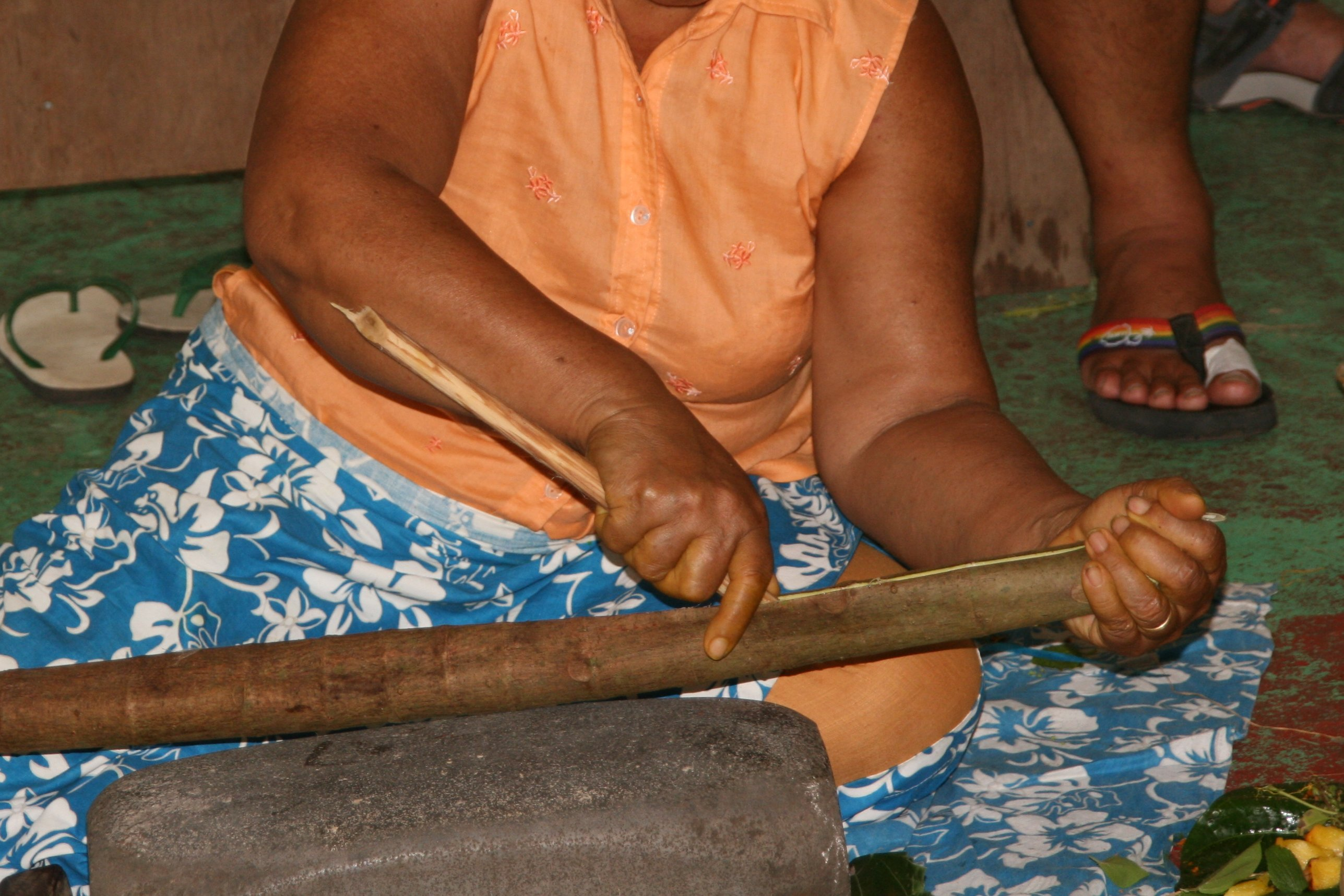
Découpage de l'écorce
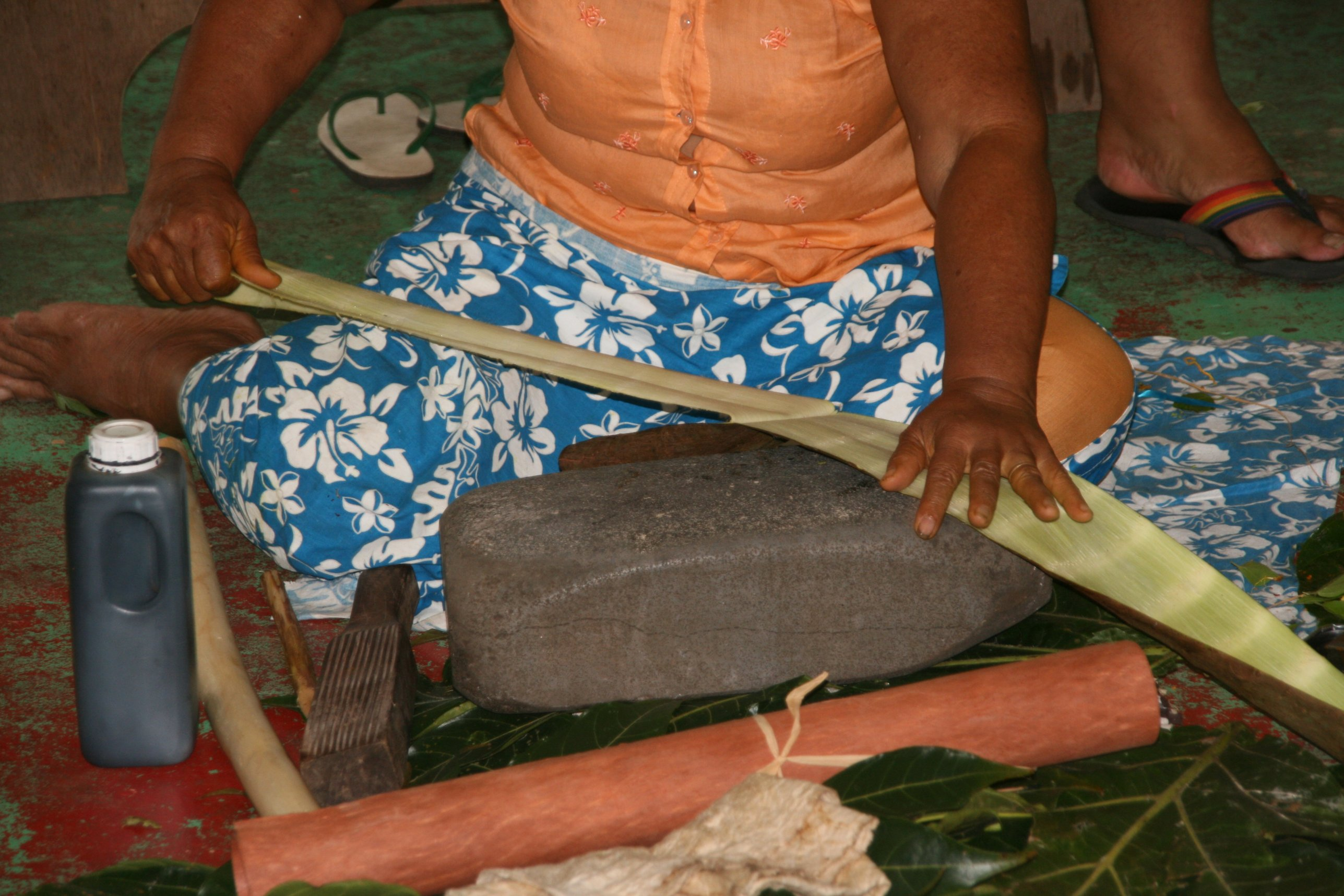
Écorçage
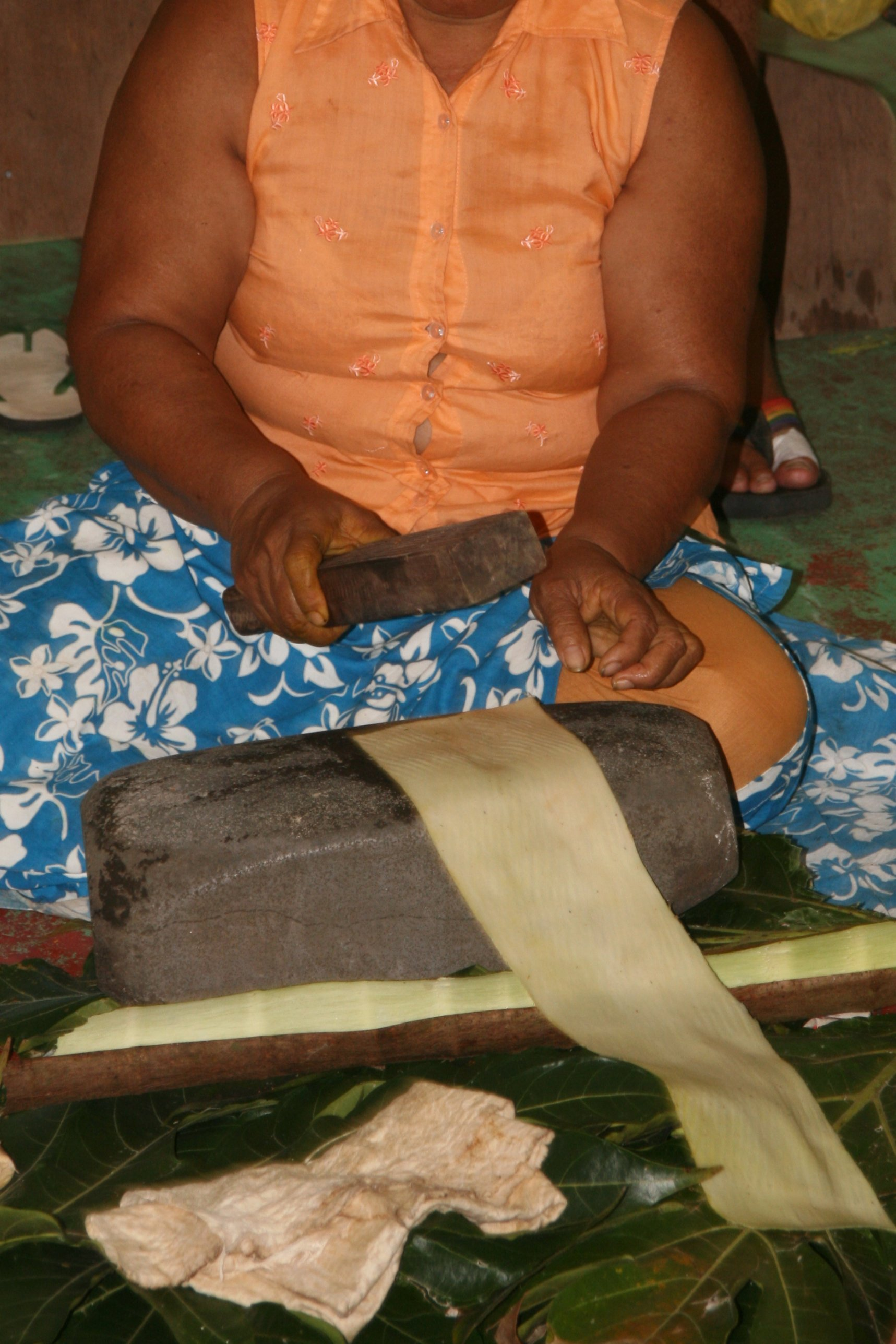
Battage de l'écorce et agrandissement jusqu'à obtention de la surface voulue pour peindre

## Artistes
- Juliette Pita

### Documents sonores
- Étudier, présenter et préserver le Tapa (conférence enregistrée en salle de cinéma les 7 et 8 avril 2011, Hélène Guiot, Stéphanie Caffarel, et Vincent Daniels, conférenciers), Musée du quai Branly, Paris, 2011, 1 CD data (5 h)

### Filmographie
- Kuo hina 'e hiapo : the mulberry is white and ready for harvest, film documentaire (Melinda et Joseph Ostraff, auteurs, producteurs ; Michael Van Wagenen, auteur, producteur, éditeur ; Brian Wilcox, réalisateur), Documentary Educational Resources, Watertown, MA, 2007 (cop. 1997), 27 min (DVD)